# Jeana Gheorghiu

Jeana Gheorghiu

Jeana Gheorghiu (n. 6 iunie 1946, București, România – d. 18 mai 2007, București, România) a fost o jurnalistă româncă, realizatoare de emisiuni de televiziune și radio, și director al TVR2 între 2002 și 2004. A rămas celebră pentru reportajele sale despre trenul morții de la Timișoara, din timpul Revoluției din decembrie 1989.

## Educație
Jeana Gheorgiu, pe numele din buletin Jana Gheorghiu, a studiat la  Liceul „Ion Neculce” din București și a urmat cursurile Facultății de Filologie – Limba și literatura română de la Universitatea din București.

## Carieră
Și-a început activitatea la un ziar din Vrancea, a colaborat la Scânteia Tineretului, până în 1972, când s-a angajat în Televiziunea Română. Ulterior, a fost transferată la Radio, pentru ca după 1989 să revină în televiziunea publică. A fost director de programe la Radio Total (1993), realizator, redactor-șef la Redacția Tineret, Societatea Română de Radiodifuziune (SRR), 1990 - 1993, director la Canalul Radio România Tineret al SRR (1994-1998), director interimar al canalului TVR 2 (1 oct. 2002 - 30 iun. 2004). 
Până la 3 decembrie 2005, a fost director executiv al Centrului Național Media, care include, printre altele, posturile Național TV, N24 și Favorit TV
În perioada anilor 2000 a fost și lector la Școala Superioară de Jurnalism și la Facultatea de Jurnalism a Universității București.

## Premii
- Premiul APTR pentru documentarul despre Revoluția română din 1989, Răniții Revoluției (1991)[5]
- Premiul APTR pentru "Concept de campanie audiovizuală" (2002)[6]
- Premiul "Condiția umană" (ex-aequo) - "Tu poți construi mai departe"
- Marele Premiu, acordat în Franța, la Colocviul "Generația Europa-Generația Imaginii", pentru montajul filmului "Spre altă flacără" (1992)[5]
- Premiile Revistei VIP 2003 , premiul Mass Media[1]